# Tour of Qinghai Lake
Il Tour of Qinghai Lake (it. Giro del Lago Qinghai) è una corsa a tappe maschile di ciclismo su strada che si svolge annualmente nei pressi dell'omonimo lago nella provincia del Qinghai, in Cina. Nato nel 2002, dal 2005 fu inserito nel calendario dell'UCI Asia Tour, dal 2021 come prova di classe 2.2 (in precedenza prova di classe 2.HC dal 2005 al 2019 e 2.Pro nel 2020). Dal 2023 venne reintrodotto nel programma dell'UCI ProSeries.

## Albo d'oro
Aggiornato all'edizione 2025.
| Anno | Vincitore                             | Secondo                               | Terzo                                 |
| ---- | ------------------------------------- | ------------------------------------- | ------------------------------------- |
| 2002 | Tom Danielson                         | Glen Chadwick                         | Xavier Tondó                          |
| 2003 | Damiano Cunego                        | Ghader Mizbani                        | Zhang Wanggou                         |
| 2004 | Ryan Cox                              | Ghader Mizbani                        | Jeff Louder                           |
| 2005 | Martin Mareš                          | Kairat Baigudinov                     | Valerio Agnoli                        |
| 2006 | Maarten Tjallingii                    | Hossein Askari                        | Nacor Burgos                          |
| 2007 | Gabriele Missaglia                    | Daniel Lloyd                          | Francisco Mancebo                     |
| 2008 | Tyler Hamilton                        | Marek Rutkiewicz                      | Hossein Askari                        |
| 2009 | Andrej Mizurov                        | Ghader Mizbani                        | Mitja Mahorič                         |
| 2010 | Hossein Askari                        | Radoslav Rogina                       | Kiel Reijnen                          |
| 2011 | Gregor Gazvoda                        | Dmitrij Gruzdev                       | Mateusz Taciak                        |
| 2012 | Hossein Alizadeh                      | Cameron Wurf                          | Giovanny Baez                         |
| 2013 | Mirsamad Pourseyedi                   | Evgenij Nepomnjaščij                  | Daniil Fominych                       |
| 2014 | Il'ja Davidenok                       | Mychajlo Kononenko                    | Thomas Vaubourzeix                    |
| 2015 | Radoslav Rogina                       | Hossein Alizadeh                      | Francisco Colorado                    |
| 2016 | Serhij Lahkuti                        | Matej Mugerli                         | Vitalij Buc                           |
| 2017 | Jonathan Monsalve                     | Mauricio Ortega                       | Björn Thurau                          |
| 2018 | Hernán Aguirre                        | Hernando Bohórquez                    | Radoslav Rogina                       |
| 2019 | Robinson Chalapud                     | Óscar Sevilla                         | Benjamin Dyball                       |
| 2020 | annullato per la pandemia di COVID-19 | annullato per la pandemia di COVID-19 | annullato per la pandemia di COVID-19 |
| 2021 | Zhang Zhishan                         | Peng Xin                              | Hu Tiantian                           |
| 2022 | Liu Jiankun                           | Zhang Zhishan                         | Shen Yutao                            |
| 2023 | Henok Mulubrhan                       | Eric Fagundez                         | Davide Baldaccini                     |
| 2024 | Jefferson Alveiro Cepeda              | Thomas Silva                          | Manuele Tarozzi                       |
| 2025 | Henok Mulubrhan                       | Thomas Silva                          | Harold Martín López                   |

### Vittorie per nazione
| Pos. | Nazione     | Vittorie |
| ---- | ----------- | -------- |
| 1    | Iran        | 3        |
| 2    | Italia      | 2        |
| 2    | Stati Uniti | 2        |
| 2    | Kazakistan  | 2        |
| 2    | Colombia    | 2        |
| 2    | Cina        | 2        |
| 2    | Eritrea     | 2        |
| 7    | Sudafrica   | 1        |
| 7    | Rep. Ceca   | 1        |
| 7    | Paesi Bassi | 1        |
| 7    | Slovenia    | 1        |
| 7    | Croazia     | 1        |
| 7    | Ucraina     | 1        |
| 7    | Venezuela   | 1        |
| 7    | Ecuador     | 1        |